# Dulce William
Dulce William es una película británica de 1980 dirigida por Claude Whatham y protagonizada por Sam Waterston, Jenny Agutter y Anna Massey.
La producción cinematográfica está basada en una novela homónima de 1975, ambas escritas por el mismo autor, Beryl Bainbridge.

## Argumento
Una joven llamada Ann Walton comienza una aventura aparentemente perfecta con el escritor de lo más ávido, William McClusky. Sin embargo poco a poco descubre que William es un auténtico mujeriego que, en última instancia, sólo puede hacerle daño.
Aun así es ya es demasiado tarde y la aventura se ha convertido en un verdadero amor por la joven, lo que sólo complica toda la situación.

## Reparto
| Actor           | Personaje        |
| --------------- | ---------------- |
| Sam Waterston   | William McClusky |
| Jenny Agutter   | Ann Walton       |
| Anna Massey     | Edna McClusky    |
| Arthur Lowe     | Capitán Walton   |
| Geraldine James | Pamela           |
| Daphne Oxenford | Sra. Walton      |
| Peter Dean      | Roddy            |

## Recepción
La película ha sido en el presente valorada en portales cinematográficos. En IMDb, por ejemplo, con 162 votos registrados, el filme obtiene una media ponderada de 5,4 sobre 10.